# Grande Bibbia
La Grande Bibbia del 1539, o anche detta la Bibbia di Cromwell, fu la prima edizione autorizzata della Bibbia in inglese, dal re Enrico VIII, a essere letta ad alta voce nei servizi ecclesiastici della Chiesa d'Inghilterra. La Grande Bibbia fu preparata da Myles Coverdale, che lavorava su commissione di Thomas Cromwell, segretario di Enrico VIII e vicario generale. Nel 1538, Cromwell ordinò al clero di fornire "un libro della Bibbia del più grande volume in inglese, e lo stesso istituito in qualche posto conveniente all'interno della detta chiesa di cui voi avete cura, di cui i vostri parrocchiani possano procurarsela e leggerla."
La Grande Bibbia include molto dalla Bibbia di Tyndale, con i tratti discutibili riveduti. Poiché la Bibbia di Tyndale era incompleta, Coverdale tradusse i libri rimanenti dell'Antico Testamento e degli Apocrifi dalla Vulgata latina e dalle traduzioni tedesche, piuttosto che dal testo originale greco, ebraico e aramaico. Sebbene sia chiamata Grande Bibbia a causa delle sue grandi dimensioni, è conosciuta anche con diversi altri nomi: la Bibbia di Cromwell, dal momento che Thomas Cromwell ne ha diretto la pubblicazione; La Bibbia di Whitchurch dal nome del suo primo editore inglese; la Bibbia incatenata, poiché era incatenata per impedirne la rimozione dalla chiesa. È stata meno accuratamente definita la Bibbia di Cranmer, dal momento che sebbene Thomas Cranmer non fosse responsabile della traduzione, una sua prefazione apparve nella seconda edizione.

## Fonti e storia
Il Nuovo Testamento di Tyndale era stato pubblicato nel 1525, seguito dalla sua versione inglese del Pentateuco nel 1530; ma entrambi usavano il vocabolario e le note aggiunte, che erano inaccettabili per gli uomini di chiesa inglesi e per il re. I libri di Tyndale furono banditi dalla proclamazione reale nel 1530, e Enrico mantenne quindi la promessa di una Bibbia inglese ufficialmente autorizzata preparata da studiosi eruditi e cattolici. Nel 1534, Thomas Cranmer cercò di far progredire il progetto del re facendo pressioni su dieci vescovi diocesani per collaborare a un Nuovo Testamento inglese, ma la maggior parte di essi consegnarono le loro bozze in ritardo, inadeguatamente, o per niente. Nel 1537, Cranmer affermava che la Bibbia dei Vescovi proposta non sarebbe stata completata fino al giorno del giudizio universale. Il re stava diventando impaziente con il lento progredirsi, specialmente in considerazione della sua convinzione che il pellegrinaggio di grazia era stato sostanzialmente esacerbato a causa dello sfruttamento dei ribelli dell'ignoranza religiosa popolare.
Con i vescovi che non mostravano segni di completamento del loro compito, Cromwell ottenne l'approvazione ufficiale come misura provvisoria nel 1537, l'anno della sua pubblicazione sotto lo pseudonimo di Bibbia di "Thomas Matthew", in realtà John Rogers. Cromwell aveva contribuito a finanziare la stampa di questa versione. La Bibbia di Matthew combinava il Nuovo Testamento di William Tyndale e gran parte dell'Antico Testamento, nel modo in cui Tyndale era stato in grado di tradurre prima di essere condannato a morte l'anno precedente per "eresia". Nel 1538, era obbligatorio per tutte le chiese possedere una Bibbia secondo le Ingiunzioni di Thomas Cromwell. Coverdale basava la Grande Bibbia sull'opera di Tyndale, ma rimuoveva gli aspetti discutibili per i vescovi. Tradusse i rimanenti libri dell'Antico Testamento usando principalmente la Vulgata latina e le traduzioni tedesche. L'incapacità di Coverdale di tradurre dai testi originale ebraico, aramaico e greco diede impulso alla Bibbia dei Vescovi.
La revisione del Nuovo Testamento della Grande Bibbia è principalmente distinta dalla versione originale di Tyndale dall'interpolazione di numerose frasi e quelle trovate solo nella Vulgata.
Le parti non in corsivo sono prese in consegna da Tyndale senza modifiche, ma le parole in corsivo, che non si trovano nel testo greco tradotto da Tyndale, sono state aggiunte dal latino. (La frase aggiunta può anche essere trovata, con differenze verbali minori, nel Nuovo Testamento di Douai-Rheims.) Queste inclusioni sembrano essere state fatte per rendere la Grande Bibbia più appetibile per i conservatori inglesi, molti dei quali consideravano la Vulgata come l'unica Bibbia legittima. I salmi nel libro della preghiera comune del 1662 continuano ad essere presi dalla Grande Bibbia piuttosto che dalla Bibbia di Re Giacomo. Nel 1568, la Grande Bibbia fu sostituita dalla versione autorizzata della Chiesa anglicana dalla Bibbia dei Vescovi. L'ultima delle oltre 30 edizioni della Grande Bibbia apparve nel 1569.

## Stile linguistico
La lingua della Grande Bibbia segna l'avvento dell'inglese moderno. Inoltre, questa variante dell'inglese è pre-elisabettiana. Il testo, che veniva regolarmente letto nelle chiese parrocchiali, contribuiva a standardizzare e stabilizzare la lingua in tutta l'Inghilterra. Alcune letture della prima versione autorizzata della Bibbia differiscono dalla più familiare edizione del 1611, la terza versione autorizzata. Ad esempio, il comandamento contro l'adulterio nella Grande Bibbia recita: "Non devi rompere il matrimonio".

## Conseguenze
Gli ultimi anni di Enrico VIII furono caratterizzati da una reazione seria. Nel 1542, la convocazione con il consenso regale rese un tentativo contrastato da Cranmer di latinizzare la versione inglese e di rendere in realtà ciò che divenne in seguito la versione Romana di Reims. L'anno seguente il Parlamento, che in pratica costituiva dal re e due o tre membri del Consiglio privato, limitava l'uso della Bibbia inglese a certe classi sociali che escludevano nove decimi della popolazione e tre anni dopo proibiva l'uso di tutto tranne che della Grande Bibbia. Probabilmente in quel momento avvenne la grande distruzione di tutti i precedenti lavori sulla Bibbia inglese che hanno reso così scarsamente esemplificativi quelli della Grande Bibbia. Nel frattempo Enrico VIII morì il 28 gennaio 1547.